# Aluwium
Aluwium (l. mn. aluwia, od łac. alluere – obmywać, oblewać) – osady powstające w procesie akumulacji na skutek działalności wód płynących.

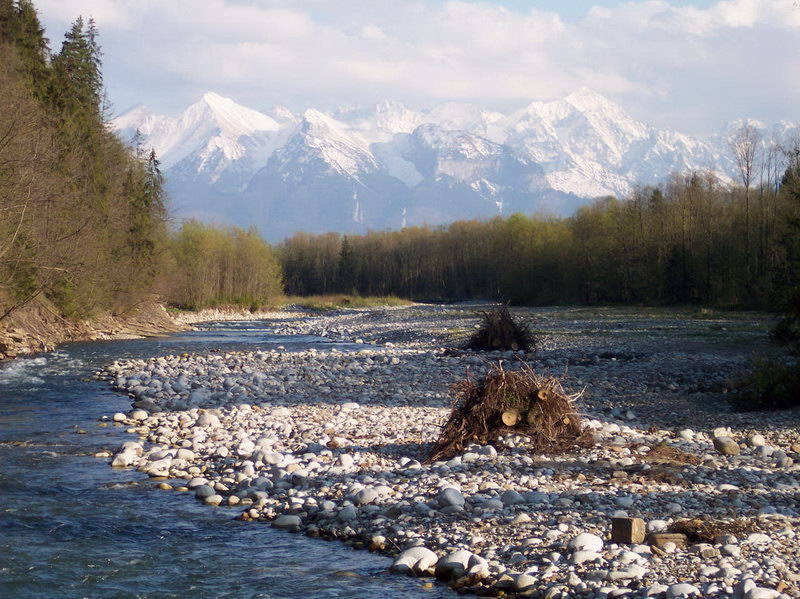
Żwirowe aluwia w dolinie górskiej rzeki Białki

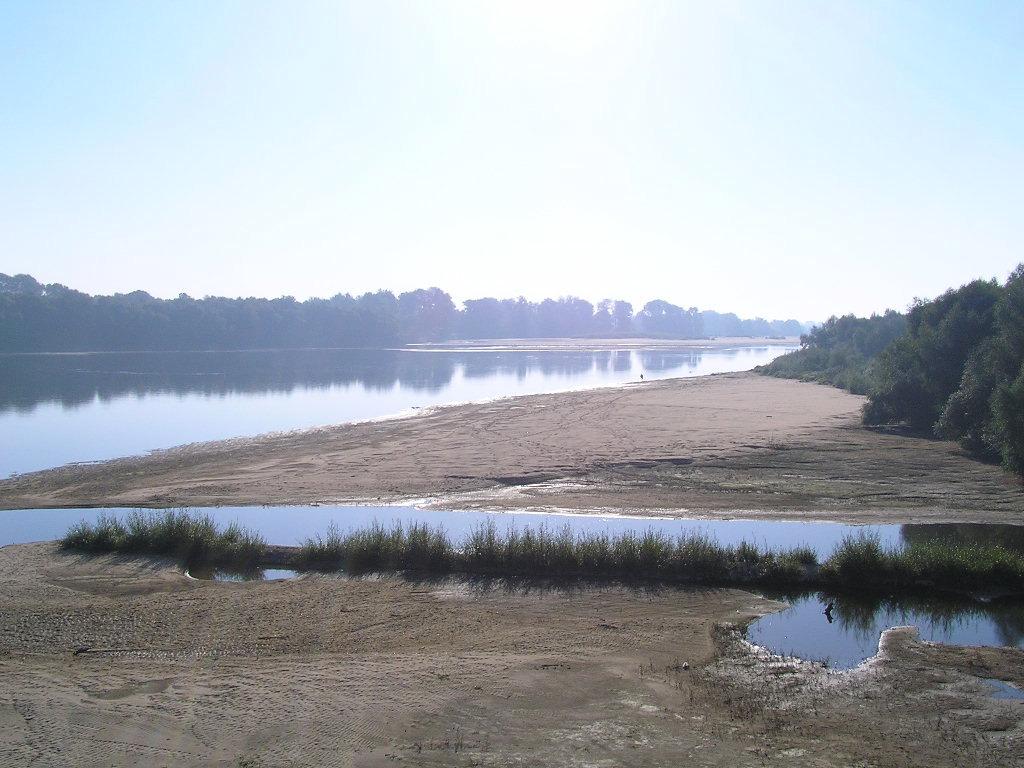
Piaszczyste aluwia w dolinie Wisły

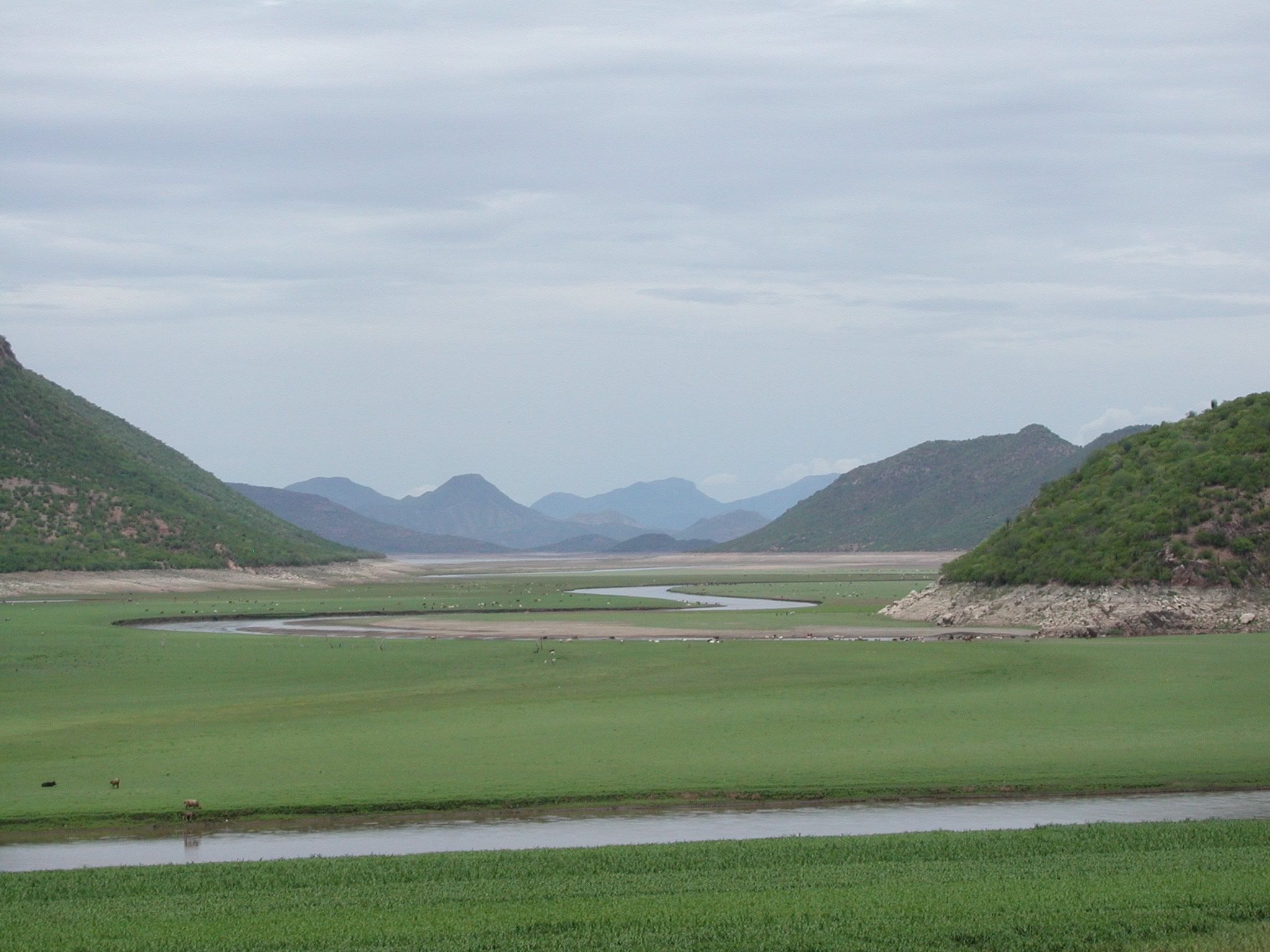
Płaskie dno doliny wypełnionej aluwiami

Aluwia wypełniają większość dolin rzecznych i w przypadku osadów deponowanych bezpośrednio przez działalność rzeki odnosi się do nich węższe określenie „osady fluwialne”. W wąskich dolinach górskich strumieni osady aluwialne ograniczone są praktycznie tylko do bezpośredniego sąsiedztwa koryta. W przypadku szerokich dolin dużych rzek budują rozległe płaskie dna z terasami. Na tarasie zalewowym, po którym wody płyną wolniej, osadza się materiał drobniejszy, zwykle zawierający dużo substancji organicznej. Stąd bardzo urodzajna żyzność gleb aluwialnych – mad.
Podłużne nasypy wielometrowej długości, ułożone dłuższą osią równolegle do kierunku prądu – to tzw. mielizny korytowe (inne określenie: łachy), które przy niższym stanie wody mogą stać się wyspami aluwialnymi. W rzekach, które meandrują, powstają mielizny i wały odsypowe (odsypy meandrowe) na wewnętrznych stronach meandrów, gdzie prąd jest wolniejszy. Przy ujściach rzek do większych dolin, gdzie następuje spadek prędkości wody i maleje nachylenie koryta, dochodzi do gwałtownej depozycji niesionego materiału i powstaje stożek napływowy. Połączone stożki u podnóża pasma górskiego tworzą nasyp akumulacyjny zwany nasypem piedmontowym. W jeziorach lub morzach do których uchodzą rzeki, na skutek spadku prędkości wody do zera powstawać może delta.
W piaszczystych osadach rzecznych występują niekiedy ripplemarki – drobne fale piaskowe w postaci grzbiecików i dolinek, powstałe w wyniku działania prądów lub fal. 
Aluwia mogą składać się z różnorodnego materiału, jaki transportowany jest przez wodę. Począwszy od najdrobniejszych części ilastych i pylastych, poprzez piaski i żwiry aż po głazy. Frakcja materiału, jaki może być transportowany przez rzekę zależna jest od energii płynącej wody (a więc m.in. od nachylenia koryta, ilości wody). Transport ten odbywa się w postaci zawiesiny, unoszenia przerywanego lub poprzez wleczenie materiału po dnie. Maksymalną masę obciążenia, jaką mogą transportować rzeki, określamy mianem zdolności transportowej rzeki, zaś maksymalną wielkość okruchów skalnych, jakie może przenosić - wydolnością rzeki. Im mniejsza średnica transportowanych ziaren, tym mniejsza jest prędkość wody, przy której następuje ich osadzanie.
W miarę spadku energii przepływu (np. na skutek zmniejszenia nachylenia koryta) osadzają się najcięższe elementy osadu. Stąd też najgrubsze frakcje (żwiry i głazy) pojawiać się mogą najczęściej tylko w górskich odcinkach rzek i strumieni, gdzie silne wezbrania oraz duże spadki hydrauliczne dostarczają energii do transportu grubszego materiału. W dolnych odcinkach rzek o niewielkich nachyleniach koryta w osadach aluwialnych dominują piaski jedynie z domieszką grubszego materiału, który transportowany jest podczas okresowych powodzi. W rzekach, których dolny odcinek jest długi, do ujścia transportowany jest jedynie najdrobniejszy materiał.
Ilość materiału niesionego przez rzeki może być olbrzymia. Szacuje się, że w przypadku Missisipi transportowane rocznie jest 406 milionów ton osadu, w przypadku Rzeki Żółtej 796 milionów ton na rok. Stąd niektóre z form akumulacji rzecznej osiągają znaczne rozmiary (delta Nilu).
Oprócz materiału okruchowego przez rzeki transportowany (a następnie osadzany) może być materiał pochodzenia organicznego.
Zmiany prędkości przepływu wody prowadzić mogą do sortowania niesionego materiału. Powstawać mogą w ten sposób nagromadzenia minerałów o większej masie właściwej. Dotyczy to głównie złota rodzimego, kasyterytu i platyny rodzimej. Nagromadzenia takie określane są jako złoża aluwialne.